# Ignacy Klimaszewski
Ignacy Klimaszewski pseudonim „Znicz” (ur. 21 lutego 1904 w Kotlicach, zm. 1990) – polski działacz partyjny i państwowy, nauczyciel, poseł do Krajowej Rady Narodowej i wiceprezes Rady Naczelnej ZSL, przewodniczący Prezydium Wojewódzkich Rad Narodowych w Krakowie (1948–1949) w Kielcach (1951–1952).

## Życiorys
Syn Jana i Antoniny. W 1914 ukończył rosyjską szkołę wiejską, w 1923 państwowe gimnazjum humanistyczne w Zamościu. Podjął studia na Uniwersytecie Jagiellońskim, które przerwał z powodu choroby i stanu materialnego. Do 1939 pracował jako nauczyciel i kierownik szkoły w powiecie hrubieszowskim. Od 1924 do 1928 należał do Polskiego Stronnictwa Ludowego „Piast”, był aktywistą Związku Młodzieży Wiejskiej RP „Wici” i kół młodzieży wiejskiej w powiecie nowosądeckim. W listopadzie 1939 opuścił Polskę, następnie od lutego 1940 walczył w 2 Dywizji Strzelców Pieszych. Po upadku Francji internowany na terenie Szwajcarii. Od 1941 był tam nauczycielem matematyki i propedeutyki filozofii w obozie gimnazjalnym, a od 1944 pedagogiki w obozie uniwersyteckim w Winterthur. Został członkiem zarządu i prezesem Zjednoczenia Demokratycznego Polaków w Szwajcarii. W maju 1945 powrócił do Polski jako członek delegacji emigracji polskiej w krajach zachodnioeuropejskich.
Od 1945 działał w Polskim Stronnictwie Ludowym, w 1946 należał do rozłamowców z Polskiego Stronnictwa Ludowego „Nowe Wyzwolenie”, a w 1949 przeszedł do Zjednoczonego Stronnictwa Ludowego. Od lipca 1945 do stycznia 1947 zasiadał w Krajowej Radzie Narodowej. Od maja 1948 do kwietnia 1949 kierował  Prezydium Wojewódzkiej Rady Narodowej w Krakowie. Od 1949 do 1951 wiceminister oświaty, od 7 maja 1951 do 12 grudnia 1952 przewodniczący Prezydium Wojewódzkiej Rady Narodowej w Kielcach. Obejmował szereg posad w ramach ZSL, zasiadał w jego Radzie Naczelnej (m.in. jako wiceprezes od 1949 do 1954) i Naczelnym Komitecie. Od 1951 do 1956 członek Wojewódzkiej Komisji Kontroli Stronnictwa w Kielcach, w 1958 zastępca kierownika Wydziału Oświaty i Kultury ZSL. W kolejnych dziesięcioleciach był m.in. członkiem Głównego Sądu Partyjnego i Głównej Komisji Rewizyjnej, a od 1978 do 1982 – wiceprezesem Wojewódzkiego Komitetu ZSL w Ciechanowie.

## Odznaczenia
Odznaczony Krzyżem Oficerskim Orderu Odrodzenia Polski (1955) i Medalem 10-lecia Polski Ludowej (1955). W grudniu 1983 wyróżniony Pamiątkowym Medalem z okazji 40 rocznicy powstania Krajowej Rady Narodowej.